# Трибрахій
Трибрахій (дав.-гр. τρίβραχυς, від «τρίβραχυς» — три, «βραχύς» — короткий) — в античному віршуванні — стопа на три мори, що складається з трьох коротких складів (U U U), застосовувалася як варіація рівнозначних їй стоп ямба та хорея. У новітньому віршуванні цей термін використовується на позначення відсутнього наголосу у стопі амфібрахія чи анапеста, найчастіше на першій стопі дактиля. У поезії XX століття така особливість спостерігається і в середині верса.